# Reece James (football, 1999)
Pour les articles homonymes, voir Reece James et James.
Reece James, né le 8 décembre 1999 à Redbridge (Angleterre), est un footballeur international anglais qui évolue au poste d'arrière droit au Chelsea FC. C'est le frère de l'internationale anglaise Lauren James.

## Biographie

### En club

#### Chelsea FC
Formé au Chelsea FC qu'il rejoint à l'âge de six ans, Reece James signe son premier contrat professionnel en mars 2017. Capitaine de l'équipe des moins de dix-huit ans, il remporte la coupe nationale de cette catégorie et est nommé meilleur jeune joueur du club en 2018.

##### Prêt au Wigan Athletic
Le 27 juin 2018, James est prêté pour une saison à Wigan Athletic.
James joue son premier match en professionnel avec Wigan, le 4 août 2018 à l'occasion de la première journée de la saison 2018-2019 de Championship contre Sheffield Wednesday. Il est titularisé et son équipe l'emporte par trois buts à deux.
Le 4 novembre 2018, il inscrit son premier but avec les Latics lors d'un match de championnat contre Leeds United. James inscrit trois buts en quarante-six matchs toutes compétitions confondues avec Wigan avant de réintégrer l'effectif du Chelsea FC à l'issue de la saison.

#### Retour au Chelsea FC
Le 25 septembre 2019, Reece James joue son premier match sous le maillot du Chelsea FC à l'occasion de la réception de Grimsby Town en Coupe de la Ligue anglaise. Il inscrit son premier but lors de ce même match, que les Blues remportent 7-1.
Le 5 novembre 2019, il devient le plus jeune buteur de l'histoire du Chelsea FC en Ligue des champions à l'occasion de la réception de l'Ajax Amsterdam (4-4). Il est alors âgé de 19 ans et 332 jours.
Le 16 janvier 2020, Reece James prolonge son contrat avec le Chelsea FC jusqu'en juin 2025.
Le 9 août 2023, après le départ de César Azpilicueta, Reece James est nommé capitaine de l'équipe première du Chelsea FC,.

### En sélection
Reece James prend part au championnat d'Europe des moins de 19 ans en 2017 avec l'équipe d'Angleterre de cette catégorie. Il participe à deux matchs et l'Angleterre remporte le tournoi en battant le Portugal en finale.
Le 15 novembre 2019, Reece James joue son premier match avec l'équipe d'Angleterre espoirs contre l'Albanie. Il est titularisé et son équipe s'impose par trois buts à zéro.
Le 8 octobre 2020, Reece James honore sa première sélection avec l'Angleterre à l'occasion d'un match amical, en entrant en jeu à la place de Kieran Trippier contre le pays de Galles (victoire 3-0).
En 2019, Reece James participe au tournoi Maurice Revello avec l'équipe des espoirs d'Angleterre.
Le 25 mai 2021, Reece James figure dans la pré-liste du sélectionneur Gareth Southgate pour participer à l'Euro 2020. Il est retenu dans la liste finale pour participer à l'Euro. L'Angleterre est finaliste de cette compétition.

## Statistiques
| Saison                | Club                  | Championnat           | Championnat | Championnat | Coupe nationale | Coupe nationale | Coupe de la Ligue | Coupe de la Ligue | Compétition(s) continentale(s) | Compétition(s) continentale(s) | Compétition(s) continentale(s) | Coupe du monde des clubs | Coupe du monde des clubs | Angleterre | Angleterre | Total | Total |
| Saison                | Club                  | Division              | M.          | B.          | M.              | B.              | M.                | B.                | Comp.                          | M.                             | B.                             | M.                       | B.                       | M.         | B.         | M.    | B.    |
| 2018-2019             | Wigan Athletic (prêt) | Championship          | 45          | 3           | 1               | 0               | 0                 | 0                 | -                              | -                              | -                              | -                        | -                        | -          | -          | 46    | 3     |
| 2019-2020             | Chelsea FC            | Premier League        | 24          | 0           | 5               | 0               | 2                 | 1                 | C1                             | 6                              | 1                              | -                        | -                        | -          | -          | 37    | 2     |
| 2020-2021             | Chelsea FC            | Premier League        | 32          | 1           | 5               | 0               | 0                 | 0                 | C1                             | 10                             | 0                              | -                        | -                        | 7          | 0          | 54    | 1     |
| 2021-2022             | Chelsea FC            | Premier League        | 26          | 5           | 3               | 0               | 4                 | 0                 | C1                             | 6                              | 1                              | -                        | -                        | 6          | 0          | 45    | 6     |
| 2022-2023             | Chelsea FC            | Premier League        | 16          | 1           | -               | -               | -                 | -                 | C1                             | 8                              | 1                              | -                        | -                        | 3          | 0          | 27    | 2     |
| 2023-2024             | Chelsea FC            | Premier League        | 10          | 0           | -               | -               | 1                 | 0                 | -                              | -                              | -                              | -                        | -                        | -          | -          | 11    | 0     |
| 2024-2025             | Chelsea FC            | Premier League        | 19          | 1           | 1               | 0               | -                 | -                 | C4                             | 7                              | 1                              | 5                        | 1                        | 3          | 1          | 35    | 4     |
| 2025-2026             | Chelsea FC            | Premier League        | 1           | 0           | 0               | 0               | -                 | -                 | C1                             | 0                              | 0                              | -                        | -                        | 0          | 0          | 1     | 0     |
| Sous-total            | Sous-total            | Sous-total            | 128         | 8           | 14              | 0               | 7                 | 1                 | -                              | 37                             | 4                              | 5                        | 1                        | 19         | 1          | 210   | 15    |
| Total sur la carrière | Total sur la carrière | Total sur la carrière | 173         | 11          | 15              | 0               | 7                 | 1                 | -                              | 37                             | 4                              | 5                        | 1                        | 19         | 1          | 256   | 18    |

## Palmarès

### En club
- Chelsea FC (4)
  - Vainqueur de la Ligue des champions en 2021.
  - Vainqueur de la Supercoupe d'Europe en 2021.
  - Vainqueur de la Ligue Conférence en 2025.
  - Vainqueur de la Coupe du monde des clubs de la FIFA en 2025.
  - Finaliste de la Coupe d'Angleterre en 2020, 2021 et 2022
  - Finaliste de la Coupe de la Ligue en 2022

### En sélection
- Vainqueur du championnat d'Europe des moins de 19 ans en 2017.
- Vainqueur du Tournoi de Toulon en 2017.
- Finaliste de l'Euro 2020.

### Distinction personnelle
- Membre de l'équipe-type du Tournoi de Toulon en 2017.